# Magenta (1890)
Pour les autres navires du même nom, voir Magenta (navire).
Le Magenta est un cuirassé à coque en fer de la classe Marceau ayant été en service dans la Marine française. Lancé en 1890, il entre en service en 1893 ; il est retiré du service en 1910.